# Пам'ятник гетьману Мазепі та королю Карлу XII (Дігтярівка)
Па́м'ятник ге́тьману Мазе́пі та королю́ Ка́рлу ХІІ у Дігтярі́вці — спільний пам'ятник гетьману України Івану Мазепі та королю Швеції Карлу ХІІ Ґуставу, встановлений 11 вересня 2008 на вершині пагорбу у селі Дігтярівка Новгород-Сіверського району Чернігівської області. Пам'ятник встановлено на місці першої зустрічі видатних державних діячів минулого за ініціативою Голови Національної Ради з питань телебачення та радіомовлення України Віталія Шевченка.

## Історія
30 жовтня 1708 року на місці пам'ятника відбулася історична зустріч гетьмана України Івана Мазепи та короля Швеції Карла ХІІ Ґустава, де було прийнято рішення про формування військово-політичного альянсу та спільні дії проти царя Петра І з метою створення незалежної української держави.
У 1998 році місцеві краєзнавці встановили на цьому місці пам'ятний знак. У 2006 році на цьому місці побували члени Національної Ради з питань телебачення та радіомовлення України, що після огляду пам'ятного знаку прийняли рішення про встановлення на цьому місці спільного пам'ятника двом видатним історичним діячам.
Пам'ятник виготовлено на кошти членів Національної Ради з питань телебачення та радіомовлення. Він має форму дзвону, що складається з двох частин, розділених між собою на постаменті. Ліва частина містить портрет короля Швеції Карла ХІІ Ґустава, а права — портрет гетьмана Івана Мазепи. Під портретами розміщені відповідні написи. Нагорі кожної з частин встановлені відповідно герби Швеції та України. Унизу під контуром розміщено напис про те, що пам'ятник присвячено зустрічі гетьмана Мазепи з Карлом ХІІ.
Напередодні відкриття пам'ятника місцевими мешканцями було відремонтовано під'їзні шляхи та збудовано 100-метрові сходи на вершину пагорба. Загалом, громада Дігтярівки з радістю взяла участь у створенні меморіалу. Дігтярівці, що мають неоднозначні погляди на історичні події, також сприйняли ідею встановлення пам'ятника цілком нормально — обійшлося без протестів. Навпаки, у день відкриття на вулицях Дігтярівки було велелюдно й по-святковому радісно.
Пам'ятник було урочисто відкрито 11 вересня 2008 року в присутності представників Міністерства закордонних справ України, членів Національної Ради з питань телебачення та радіомовлення, голів місцевих органів державної влади, журналістів та місцевих мешканців.
Відкриваючи урочистий мітинг, заступник голови Національної ради Юрій Плаксюк відзначив:
«Повернення історичної пам'яті — не забаганка політиків, а гостра потреба суспільства в об'єктивній оцінці складних, часто трагічних подій минулого нашого народу».

## Також дивіться
- Пам'ятники Івану Мазепі
- Пам'ятник Івану Мазепі (Галац)
- Пам'ятник Івану Мазепі (Кергонксон)
- Пам'ятник Івану Мазепі (Мазепинці)
- Пам'ятник Івану Мазепі (Перхтольдсдорф)
- Пам'ятник Івану Мазепі (Чернігів)